# Langogne
Langogne – miejscowość i gmina we Francji, w regionie Oksytania, w departamencie Lozère.
Według danych na rok 1990 gminę zamieszkiwało 3380 osób, a gęstość zaludnienia wynosiła 108 osób/km² (wśród 1545 gmin Langwedocji-Roussillon Langogne plasuje się na 107. miejscu pod względem liczby ludności, natomiast pod względem powierzchni na miejscu 172.).
W Langogne urodził się wikariusz apostolski Nowej Kaledonii Edoardo Bresson SM.

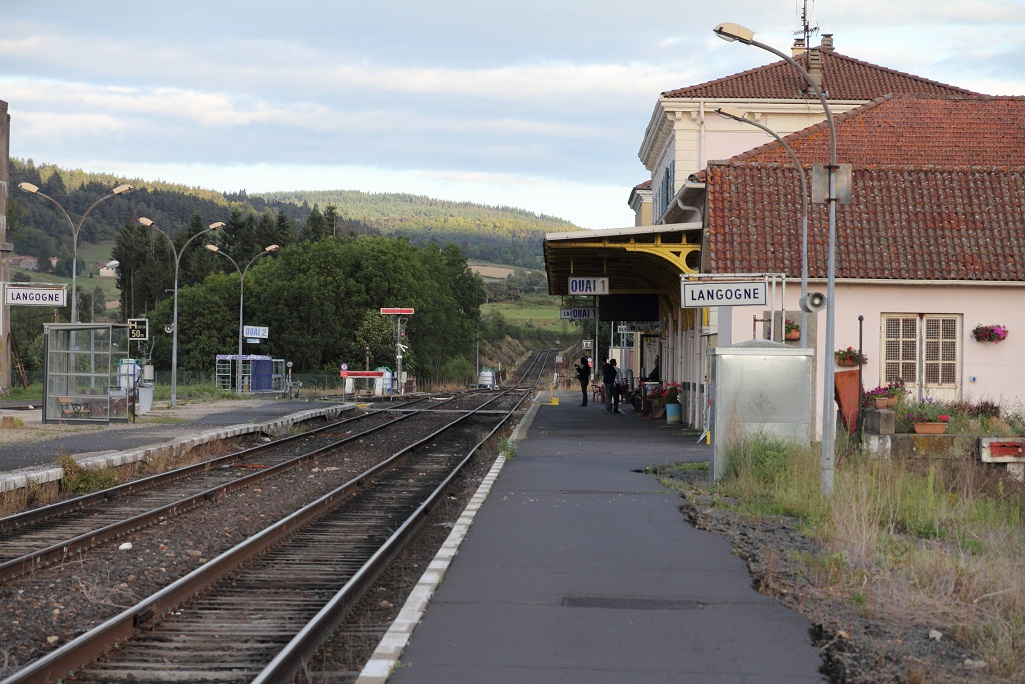
Dworzec kolejowy w Langogne, 2011

## Populacja

Populacja Langogne w latach 1962-2008